# Final Cut Pro
Final Cut Pro là một loạt các chương trình phần mềm chỉnh sửa video phi tuyến tính được phát triển đầu tiên bởi Macromedia Inc. và sau đó là Apple Inc. Phiên bản mới nhất, Final Cut Pro X 10.4.8, chạy trên các máy tính Mac dựa trên Intel được cung cấp bởi macOS Mojave 10.14.6 hoặc một lát sau. Phần mềm cho phép người dùng đăng nhập và chuyển video vào ổ cứng (bên trong hoặc bên ngoài), nơi có thể chỉnh sửa, xử lý và xuất ra nhiều định dạng khác nhau. Bản Final Cut Pro X được viết lại hoàn toàn đã được Apple giới thiệu vào năm 2011, với phiên bản cuối cùng của bản Final Cut Pro kế thừa là phiên bản 7.0.3.
Kể từ đầu những năm 2000, Final Cut Pro đã phát triển một cơ sở người dùng rộng lớn và mở rộng, chủ yếu là những người có sở thích video và các nhà làm phim độc lập. Nó cũng đã xâm nhập với các biên tập viên điện ảnh và truyền hình, những người có truyền thống sử dụng Nhà soạn nhạc truyền thông của Avid Technology. Theo một nghiên cứu SCRI năm 2007, Final Cut Pro chiếm 49% thị trường chỉnh sửa chuyên nghiệp của Hoa Kỳ, với Avid là 22%.  Một cuộc khảo sát được công bố vào năm 2008 bởi Hiệp hội Biên tập Điện ảnh Hoa Kỳ đã đặt người dùng của họ ở mức 21% Final Cut Pro (và phát triển từ các cuộc khảo sát trước đây của nhóm này), trong khi tất cả những người khác đều thuộc hệ thống Avid.